# 獅海象屬
獅海象屬，又稱為孿海象屬，為已滅絕的大型海象，本屬僅包含一種－巨大獅海象。
獅海象與現存海象一樣為兩棲的肉食性動物，主要棲息於中新世至上新世（1,160.8－533.2萬年前）的加州及奧勒岡州。牠們的體重約為1,000至4,000（2,200至8,800磅），體型遠大於現存的海象，和體型最大的食肉目物種南象鼻海豹接近。

## 下属物种
本属包括以下物种：
- 巴氏狮海象 Pontolis barroni Biewer et al., 2020，巴伦狮海象
- 甲能氏狮海象 Pontolis kohnoi Biewer et al., 2020
- 巨狮海象 Pontolis magnus True, 1905